# Fernand de Brinon

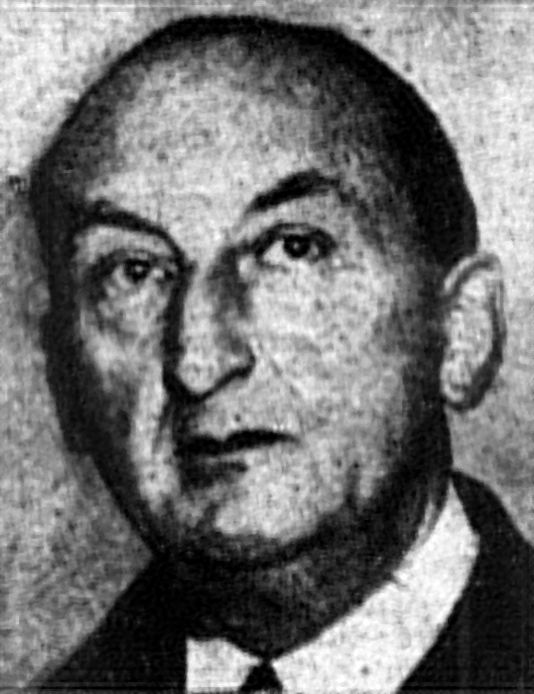
Fernand de Brignon

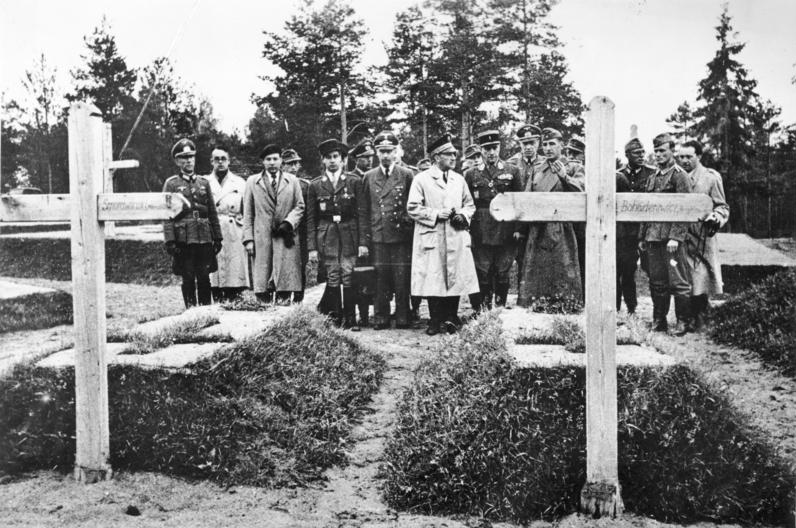
1943, Fernand de Brinon na czele francusko-niemieckiej delegacji (stoi w środku w białym prochowcu) oraz żołnierzy Sturmbrigade SS Frankreich przed grobami polskich generałów Mieczysława Smorawińskiego i Bohatyrewicza. Zdjęcie wykonane po ujawnieniu przez Niemców sowieckiej zbrodni na polskich żołnierzach

Fernand de Brinon, markiz de Brinon (ur. 26 sierpnia 1885, zm. 15 kwietnia 1947) – francuski prawnik i dziennikarz, jeden z wiodących architektów współpracy Francji z nazistowskimi Niemcami podczas II wojny światowej.
Fernand de Brinon urodził się w zamożnej rodzinie francuskiej w mieście Libourne w departamencie Żyrondy, w kolejnych latach studiował nauki polityczne i prawo, ale po studiach wybrał pracę jako dziennikarz paryskich gazet. W wyniku olbrzymich ofiar Francji podczas I wojny światowej, jako publicysta zalecał zbliżenie z Niemcami. Zaprzyjaźnił się m.in. z Ribbentropem, który był delegatem Niemiec podczas konferencji pokojowej w Paryżu w 1919.
Ferdinand de Brinon zawarł związek małżeński z Żydówką Franck Rachel Jeanne Louise „Lisette”, byłą żoną Claude Ullmanna, która zmieniła wyznanie i przeszła na katolicyzm. Wychowywał dwóch pasierbów, synów Lisette z pierwszego małżeństwa. Brinon był czołową osobistością życia politycznego Paryża od roku 1930 oraz bliskim przyjacielem elit politycznej prawicy Francji.
Po klęsce Francji w roku 1940 był wiodącym zwolennikiem współpracy z hitlerowskimi Niemcami. W lipcu 1940 roku został zaproszony przez Pierre’a Lavala, wicepremiera rządu Vichy do pełnienia funkcji przedstawicielskiej przy niemieckim dowództwie w okupowanym Paryżu. W 1942 roku, Philippe Pétain szef rządu Vichy nadał mu tytuł ministra.
Jako trzeci w hierarchii członek rządu Vichy, być może ze względu za swoje entuzjastyczne poparcie dla polityki faszystowskiej, uzyskał zwolnienie dla swojej żony od deportacji do obozu koncentracyjnego. Na wiosnę 1943 jako reprezentant rządu Vichy w towarzystwie niemieckich oficerów wizytował francuskich ochotników walczących na froncie wschodnim. Oddał również hołd żołnierzom zamordowanym w Lesie Katyńskim.
Po wkroczeniu do Paryża Sił Sojuszniczych w 1944 roku, Brinon z żoną, uciekł do Niemiec. Od września 1944 był w Berlinie prezydentem francuskiej Komisji Rządowej Vichy na Uchodźstwie. W Niemczech został aresztowany przez wojska alianckie. On i jego żona byli następnie przetrzymywani w więzieniu Fresnes.
Fernand de Brinon był sądzony przez francuski Najwyższy Trybunał Sprawiedliwości za zbrodnie wojenne, uznany za winnego i skazany na karę śmierci 6 marca 1947 roku. Został stracony przez pluton egzekucyjny 18 kwietnia 1947 przed fortem wojskowym na przedmieściach Paryża w Montrouge.
W 2002 francuski historyk Gilbert Joseph opublikował książkę „Fernand de Brinon: L’Aristocrate de la collaboration”. W 2004 Bernard Ullmann pasierb Brinona, syn Lisette de Brinon, złamał 60-letnią ciszę i opowiedział rodzinną historię w swojej książce „Lisette de Brinon, Ma Mère.”